# Негрениј де Сус (Телеорман)
Негрениј де Сус (рум. Negrenii de Sus) насеље је у Румунији у округу Телеорман у општини Татараштиј де Жос. Oпштина се налази на надморској висини од 152 m.

## Становништво
Према подацима из 2002. године у насељу је живело 411 становника, од којих су сви румунске националности.